# Lüküze-Altzümarta
Lüküze-Altzümarta (en francès i oficialment Luxe-Sumberraute), és un municipi de la Baixa Navarra, un dels set territoris del País Basc, al departament dels Pirineus Atlàntics i a la regió de la Nova Aquitània. Limita amb les comunes de Labetze-Bizkai al nord, Amendüze-Unaso i Garrüze a l'est, Behauze a l'oest i Bithiriña al sud.

## Demografia
| Evolució de la població |      |      |      |      |      |      |      |      |
| 1793                    | 1800 | 1806 | 1821 | 1831 | 1836 | 1841 | 1846 | 1851 |
| 285                     | 277  | 278  | 285  | 310  | 332  | 456  | 451  | 459  |

| 1856 | 1861 | 1866 | 1872 | 1876 | 1881 | 1886 | 1891 | 1896 |
| ---- | ---- | ---- | ---- | ---- | ---- | ---- | ---- | ---- |
| 363  | 357  | 398  | 347  | 343  | 349  | 340  | 346  | 344  |

| 1901 | 1906 | 1911 | 1921 | 1926 | 1931 | 1936 | 1946 | 1954 |
| ---- | ---- | ---- | ---- | ---- | ---- | ---- | ---- | ---- |
| 339  | 331  | 358  | 341  | 306  | 321  | 294  | 290  | 238  |

| 1962 | 1968 | 1975 | 1982 | 1990 | 1999 | 2006 | 2011 | 2016 |
| ---- | ---- | ---- | ---- | ---- | ---- | ---- | ---- | ---- |
| 224  | 271  | 190  | 163  | 213  | 256  | -    | -    | -    |

| 2019 | - | - | - | - | - | - | - | - |
| ---- | - | - | - | - | - | - | - | - |
| -    | - | - | - | - | - | - | - | - |

## Administració
| Data d'elecció                               | Identitat          | Qualitat |
| -------------------------------------------- | ------------------ | -------- |
| Les dades anteriors a 1995 són desconegudes. |                    |          |
| 1995                                         | Barthélèmy Aguerre |          |
| 2001                                         | Barthélèmy Aguerre |          |